# Sera da Kapivara
Nacionalni park Sera da Kapivara je nacionalni park na severoistoku Brazila, na planini Sera do Kongo u gornjoj Ćapada da Kapivara (brazilskoj saveznoj državi Pjaui). Park je nastao kako bi se zaštitile njegove pećine i skloništa u stenama čiji zidovi su oslikani praistorijskim pećinskim slikama starima najmanje 25.000 godina.
Zbog toga je Nacionalni park Sera da Kapivara, ukupne površine 1291,4 km², upisan na UNESCO-v popis mesta svetske baštine u Amerikama 1991. godine kao "izvanredno svedočanstvo jedne od najstarijih ljudskih zajednica u Južnoj Americi.

## Prirodne odlike
Sera da Kapivara je teritorijalno spojeno s pokrajinama Pjaui i Bom Hesus do Gurgeia na severoistoku Brazila. Dužinom od 180 km litice, visoke do 270 m, dele dva kontrasna geološka područja, jugoistočna dolina i sjeveroistočni planinski venac. Erozija je kroz planinske predele izdubila kanjone i doline koje su važni rečni tokovi mnogih rijeka (Toka da Onka, Baišo da Lima, Bom Hesus i Gruta do Pinga). Vegetacija je tipična za polu pustinjsku klimu severoistočnog Brazila: endemski gusti trnoviti grmovi, rasadnici, otporna listopadna šuma i druga kserofitska (prilagođena pustinjama) vegetacija. Šuma se javlja samo u dubokim uskim kanjonima (koji zadržavaju vlagu tokom sezona suša) i sastoji se od reliktnih endemskih vrsta drveća kišnih tropskih šuma iz vremena vlažnog ledenog doba iz oko 11.000. g. p.n.e. U ovom ekosistemu također obitavaju endemske vrste životinja kao što su šumski pas, stenoviti zamorac i crvenoga seriema.

## Arheološki lokaliteti
Glavni deo NP Sera da Kapivara se nalazi blizu naselja Sao Raimondo Nonatoa, oko 220 km južno od grada Floriana i 5230 km od Teresina. Najznačajniji istraživač ovih prostora je bio brazilski arheolog Niede Gidon koji je 1973. godine proučavao najpoznatiji lokalitet, Pedra Furada (portugalski za "probušen kamen", slika desno), naseljen najranije od oko 50.000 – 30.000. g. p.n.e. Tu je pronađeno više od 300 arheoloških lokaliteta na čijim stenama se nalaze slike stare od 26.000 do 22.000. g. p.n.e. Na njima su prikazane određene geološke tvorevine i paleofauna (kao što su divovski lenjivci, konji, deve i rane lame) koji svedoče o znatno drugačijoj okolini za vreme njihovog nastanaka od polu pustinjskog koji danas preovladava.
Ova mesta su zasigurno naseljavali rani ljudi koji su stvorili najstarije slike na južnoameričkom kontinentu. Njihovo ikonografsko tumačenje nam postupno otkriva verske odlike i običaje ovih najstarijih ljudskih zajednica.